# Chaudfontaine
Chaudfontaine (en való Tchôfontinne) és un municipi belga de la província de Lieja en la regió valona situat al marge del Vesdre. Al setembre 2009, tenia 20904 habitants.

## Geografia

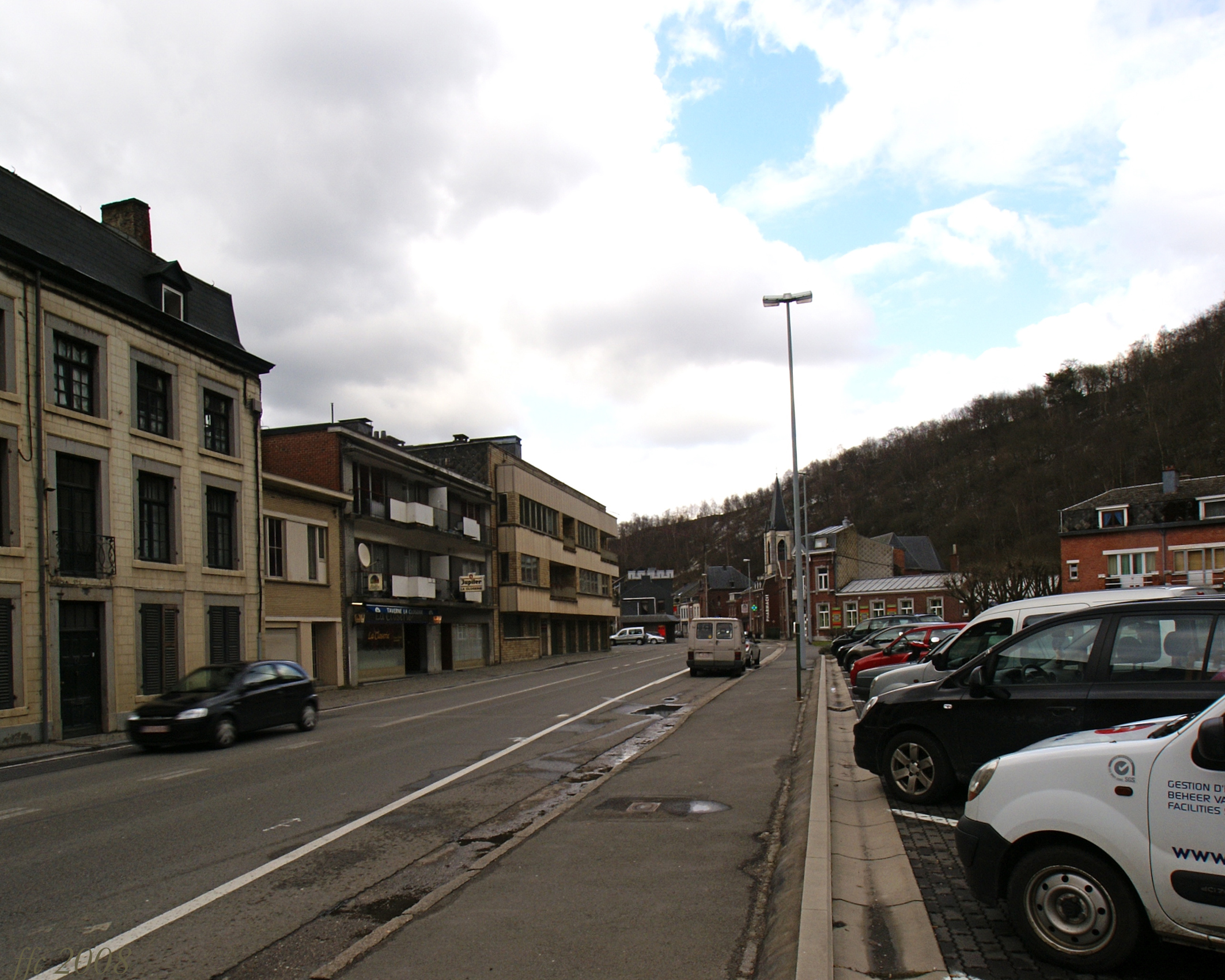
Avenue des Thermes

Chaudfontaine se situa a la vall del Vesdre a la qual les fonts caldes abunden, el que explica l'origen del nom del municipi.
Dos eixos ferroviaris passen pel municipi: la línia Lieja-Verviers a la vall del Vesdre i Lieja-Luxemburg a la vall de l'Ourthe. La nova línia d'alta velocitat en construcció Lieja-Aquisgrà bifurca a Vaux al qual es construeix un túnel de 7 km, el més llarg de Bèlgica.
Un projecte d'autopista circular, anomenat l'enllaç «Cerexhe-Beaufays», que connectarà les autopistes E40 (Brussel·les-Lieja-Colònia) i E25 (Maastricht-Lieja-Luxemburg) sense travessar el centre de la ciutat de Lieja, és molt controvertit. Malgrat moltes protestes, l'obra hauria de començar el 2008.

### Nuclis
- Beaufays
- Chaudfontaine
- Embourg
- Mehagne
- Ninane
- Vaux-sous-Chèvremont

## Història
A l'edat mitjana, tots el pobles de Chaudfontaine feien part d'una finca carolíngia de la qual el centre es trobava a Jupille. La parròquia de Jupille cobria el territori de l'actual Beaufays, Chaudfontaine, Embourg i Chênée. A la fi del segle ix, els carolingis la cedeixen al capítol d'Aquisgrà. L'any 1008, l'emperador Enric II cedeix la finca de Jupille al bisbe de Verdun.
L'any 1120, un monjo anomenat Robert construeix un oratori al lloc anomenat Belle-Fontaine. Tres anys després, el bisbe de Verdun li atorga un cens amb domini. Des del 1134 la casa esdevé un priorat investit pel bisbe de Verdun i aprovat pel príncep-bisbe de Lieja. L'any 1266 el bisbe Robert de Verdun dona el domini i el dret de cens de Jupille a perpetuïtat al capítol de Sant-Lambert de Lieja. Des d'aleshores, el territori va integrar-se al principat de Lieja fins a l'annexió francesa del 1794. El 1815 va ser integrat al Regne Unit dels Països Baixos i el 1830 a Bèlgica.
Fins al segle xvii, només hi havia el Vesdre i un camí poc practicable que connectaven el poble rural amb la ciutat de Lieja. Des del segle xviii, es va organitzar un servei diari amb barca. L'obra per a la construcció d'una carretera de Liège per Vaux fins a Chaudfontaine va començar el 1717 i van durar set anys. S'esperarà un segle més per a la construcció del tram Chaudfontaine-Verviers. Es deia carretera reial, com que és el resultat d'un decret del rei Guillem I de l'any 1820. L'enllaç Liège-Verviers serà complet el 1826 i en desenclavar el nucli, va contribuir al desenvolupament econòmic i turístic, junts amb el ferrocarril Liège-Verviers-Aquisgrà (construït entre 1841 i 1843.
A l'inici del segle xviii el turisme termal va esdevenir de moda, el que va contribuir al desenvolupament del poble de Chaudfontaine amb a construcció dels primers hotels i instal·lacions termals. Des del 1714 els creients hi van construir una petita capella dedicada a Sant Roc que roman una dependència de la parròquia de Chênée i que només funciona a l'estiu. Només el 1834, el nucli va esdevenir una parròquia independent i una nova església neogòtica de l'arquitecte Jean-Noël Chevron va inaugurar-se el 1845.
L'entitat actual és el resultat de la fusió dels municipis Embourg, Beaufays, Chaudfontaine i Vaux, a l'1 de gener de 1977.

## Economia
Des de la fi del segle xvi, molt artesans de la indústria d'armeria emigren des de Lieja a la vall del Vesdre, on disposen d'energia hidràulica i carbó de lleny barrat La vall s'especialitzarà en la fabricació de canons: el 1790 hom compta amb 18 tallers. Fins a la construcció de la primera carretera, el nucli petit romandrà nogensmenys força rural i poc important. El turisme termal que va conèixer el seu apogeu al segle xix durant la «belle époque».
Abans hi havia diverses explotacions de la pedra calcari: per a la construcció, per a la fabricació de calc i per a paviments. La darrera pedrera van tancar-se el 1952. a Embourg havia les laminadores. L'activitat molt anciana, la primera va obrir el 1564, la darrera va tancar-se el 1946.
A Vaux, hi havia quatre hulleres: Macy, Foxhalle, Fond Piquette i Basse Ransy. L'explotació del carbó s'ha aturat a la fi dels anys 70 del segle xx. El 1920 s'ha creat la foneria Magotteaux que forma avui un grup multinacional amb més de 2000 treballadors. La seu i unes unitats de producció sempre són a Vaux. Hom hi troba també la xocolateria Galler, de la qual els productes gastronòmics es venen tot arreu al món.
Des del 1926 va començar l'explotació de l'aigua mineral de les múltiples fonts del municipi. El burgmestre d'aleshores, William Grisard va construir una primera fàbrica d'embotellament anomenada Cristal Chaudfontaine i des de 1950 Chaudfontaine-Monopole que passarà al 1962 al grup cerveser Piedbœuf de Jupille que va construir una fàbrica nova. Més tard Piedbœuf va fusionar-se amb la cerveseria de Lovaina Stella-Artois. El 1997 aquest grup va decidir limitar-se a la mera producció de cervesa. La sort de la fàbrica Chaudfontaine-Monopole va ser molt incerta durant tot un període, fins que a l'1 de juny de 2003 la societat multinacional Coca Cola va adquirir la marca i les instal·lacions. Avui uns 350 treballadors hi produeixen uns 20 milions de litres d'aigua mineral i de llimonades.

## Monuments i curiositats
- El Fort de Chaudfontaine i el Fort d'Embourg, dos forts del segle xix de la Posició fortificada de Lieja
- Molí Curtius, antic molí a pólvora
- Les belles fontaines, font del segle XVIII
- El pont al Vesdre
- El casino
- L'estació ferroviària, immortalitzada per les pintures de Paul Delvaux es va inaugurar el 1843. Està desafectada, la vidriera serveix de sala d'exposicions i la resta de l'edifici s'ha transformat en restaurant.
- SourceOrama: centre d'informació i d'educació sobre l'aigua termal
- Basílica de Chèvremont
- El castell i els molins al Vesdre d'Hauster

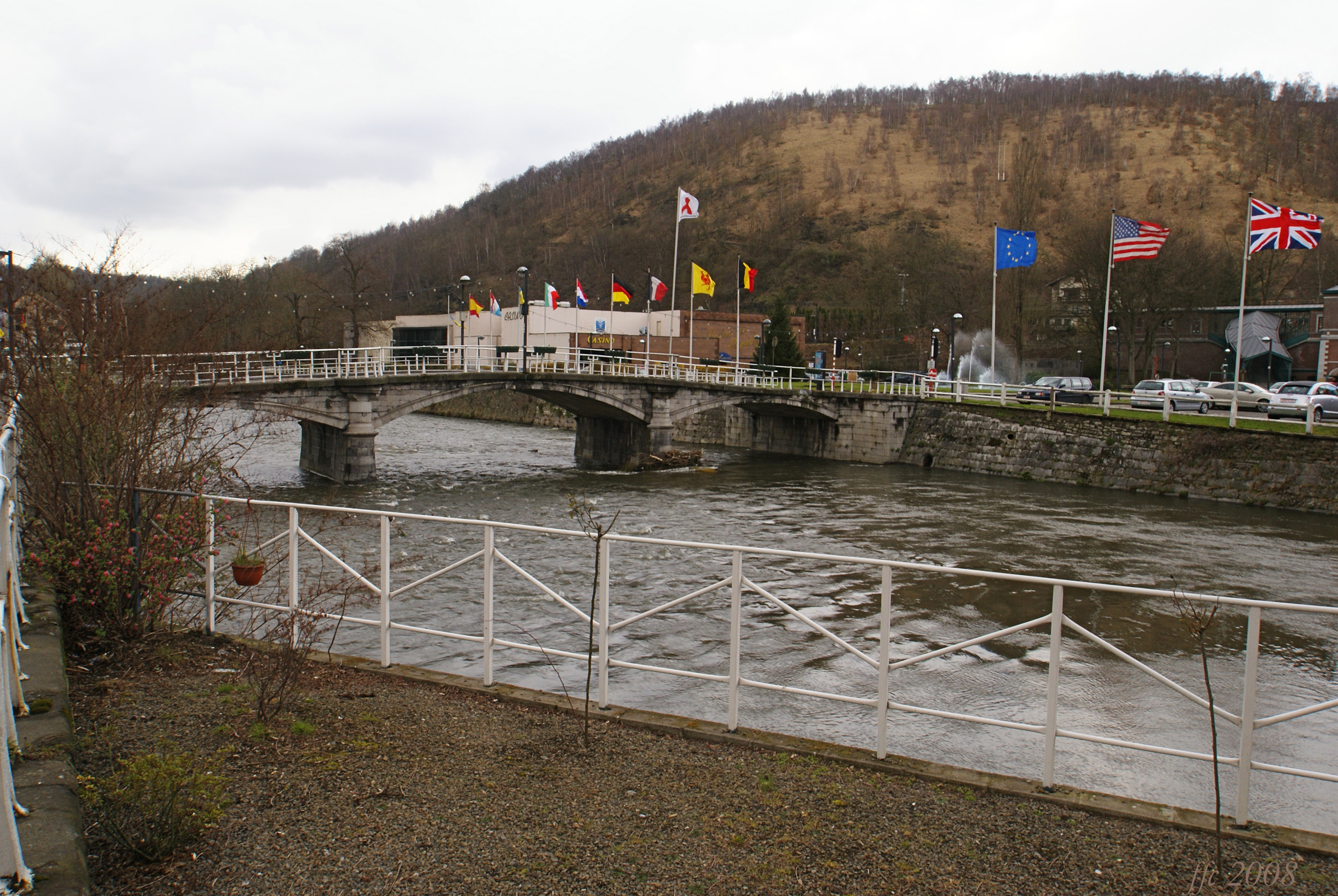
Pont al Vesdre i Casino al segon pla
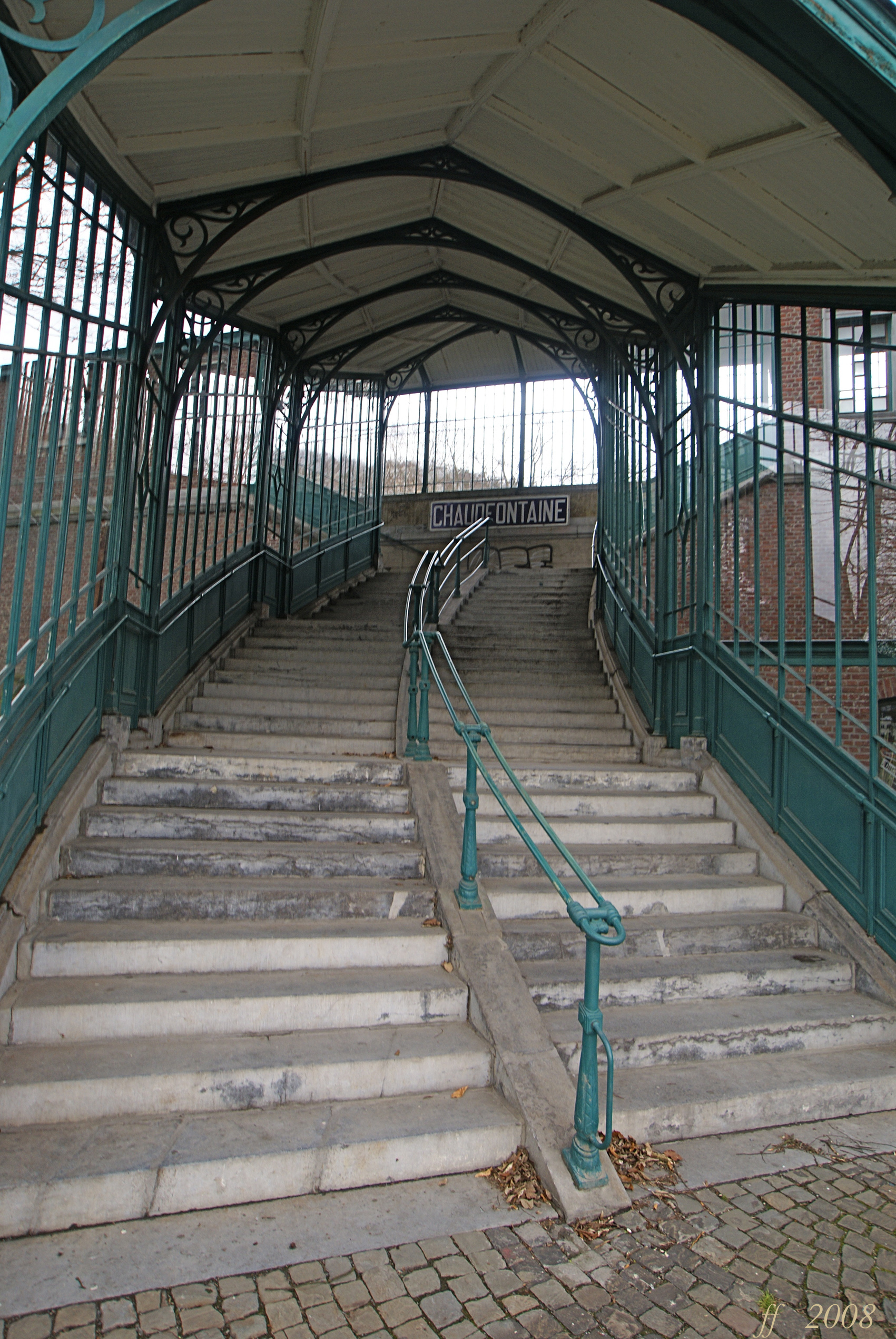
Estació Escala monumental
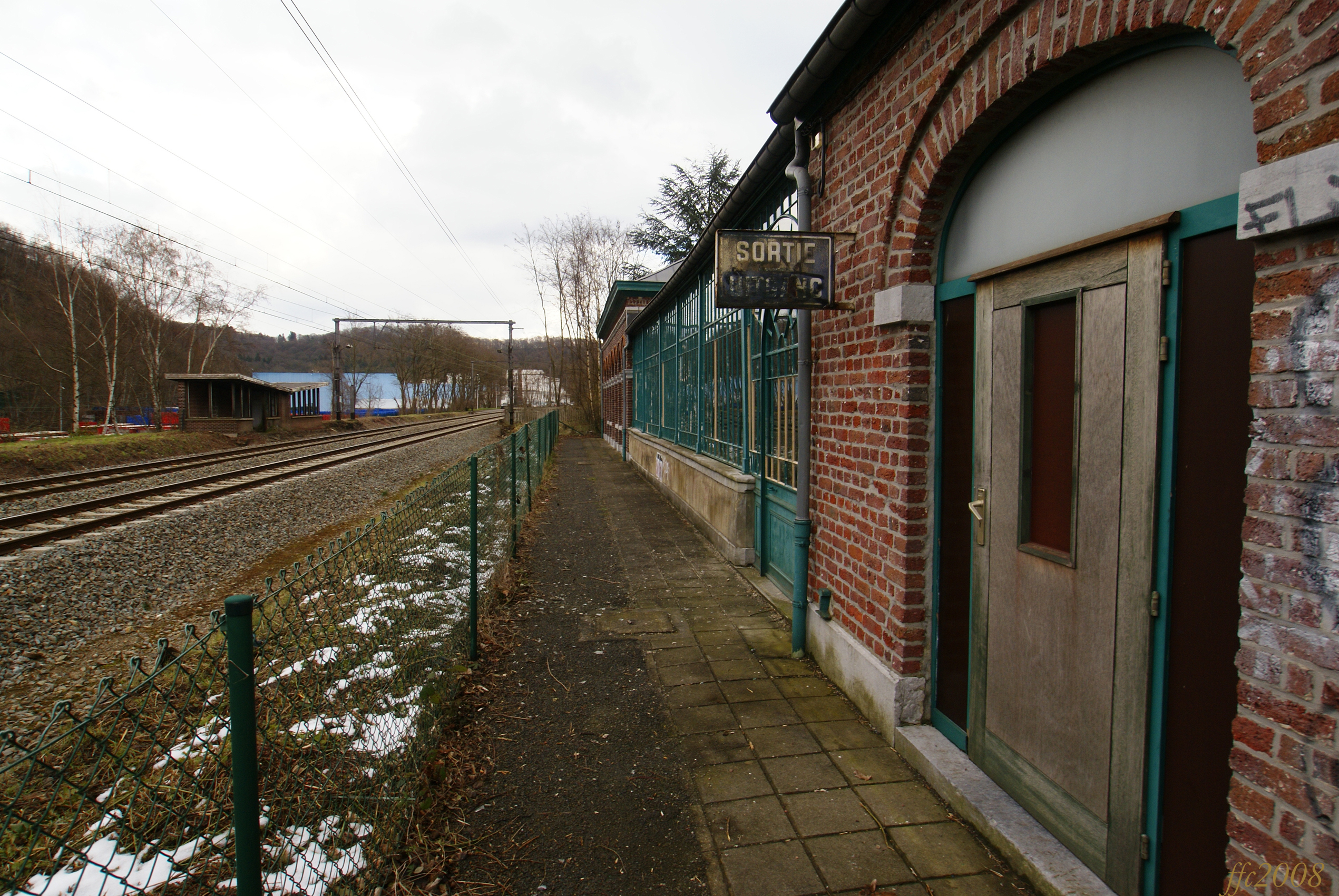
Antiga estació SNCB Andana desafectada
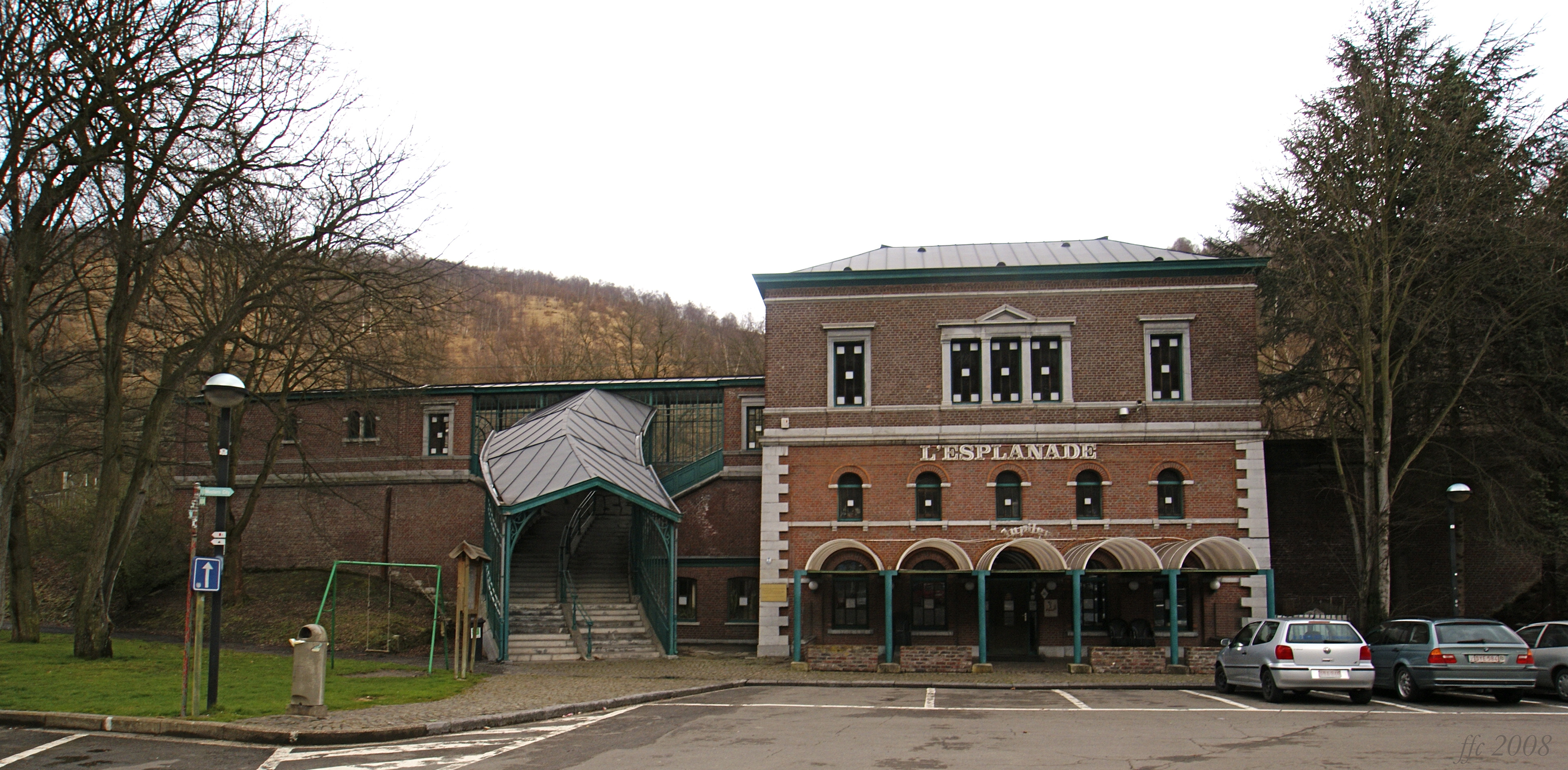
Estació Façana principal
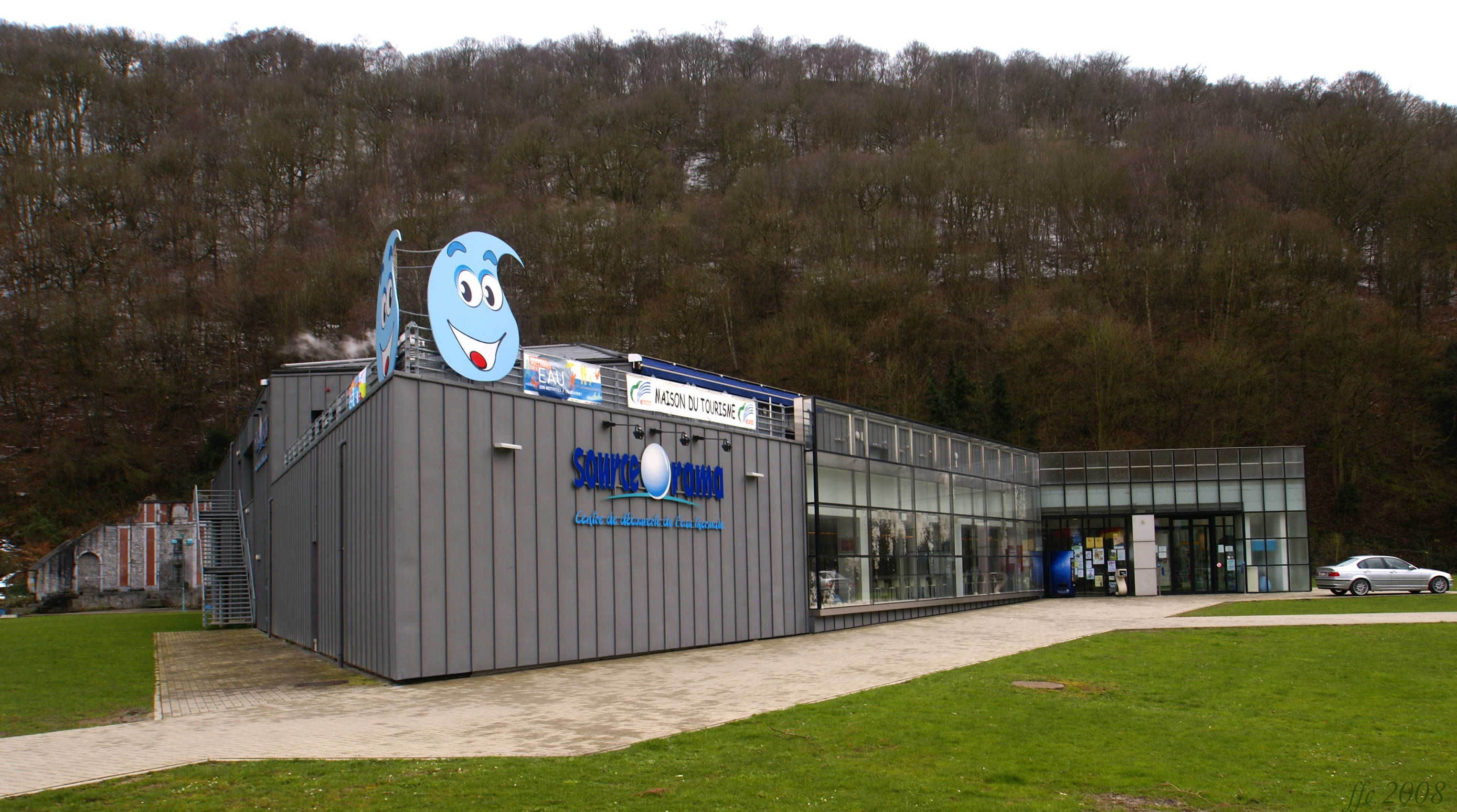
SourceOrama
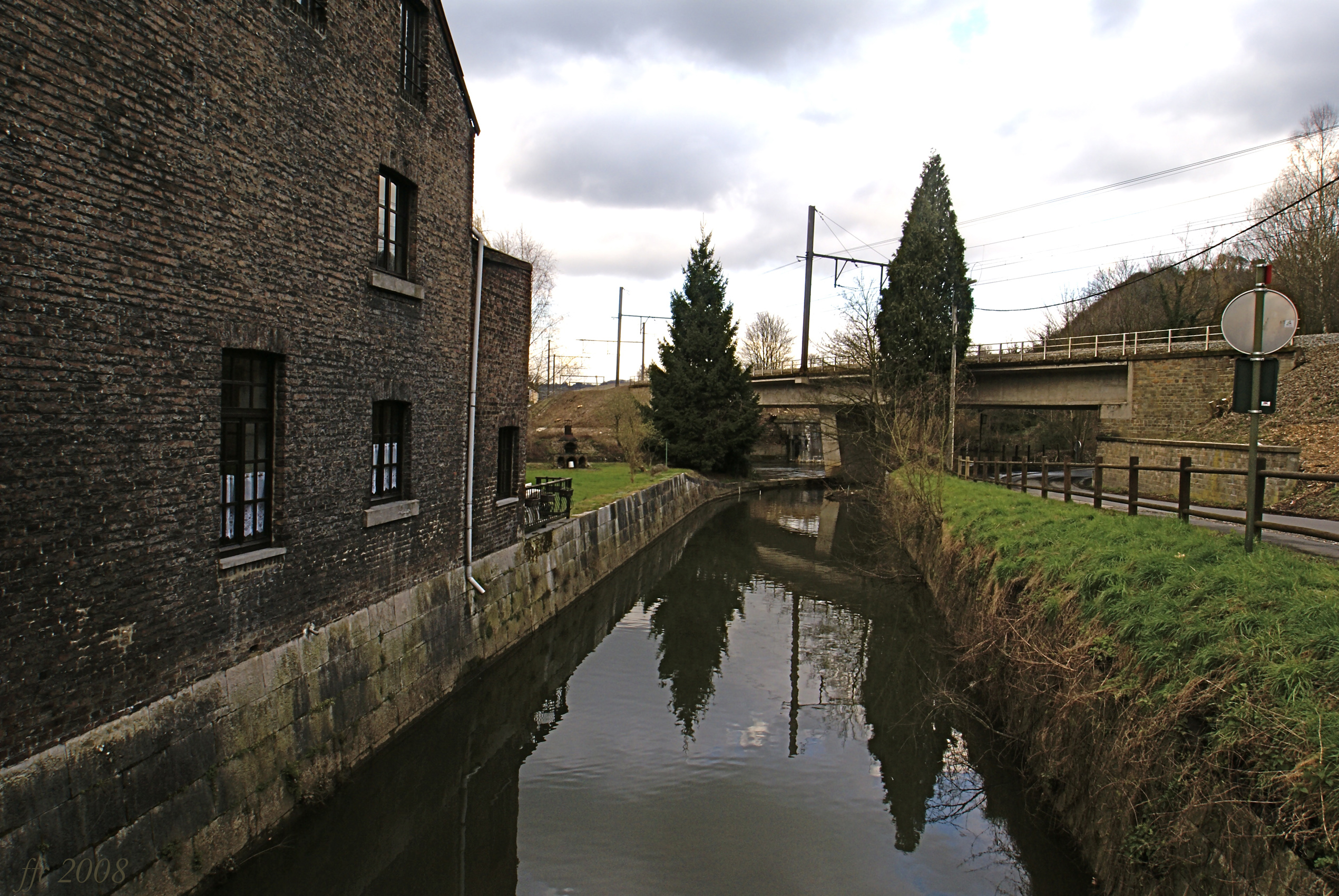
El rec del molí d'Hauster
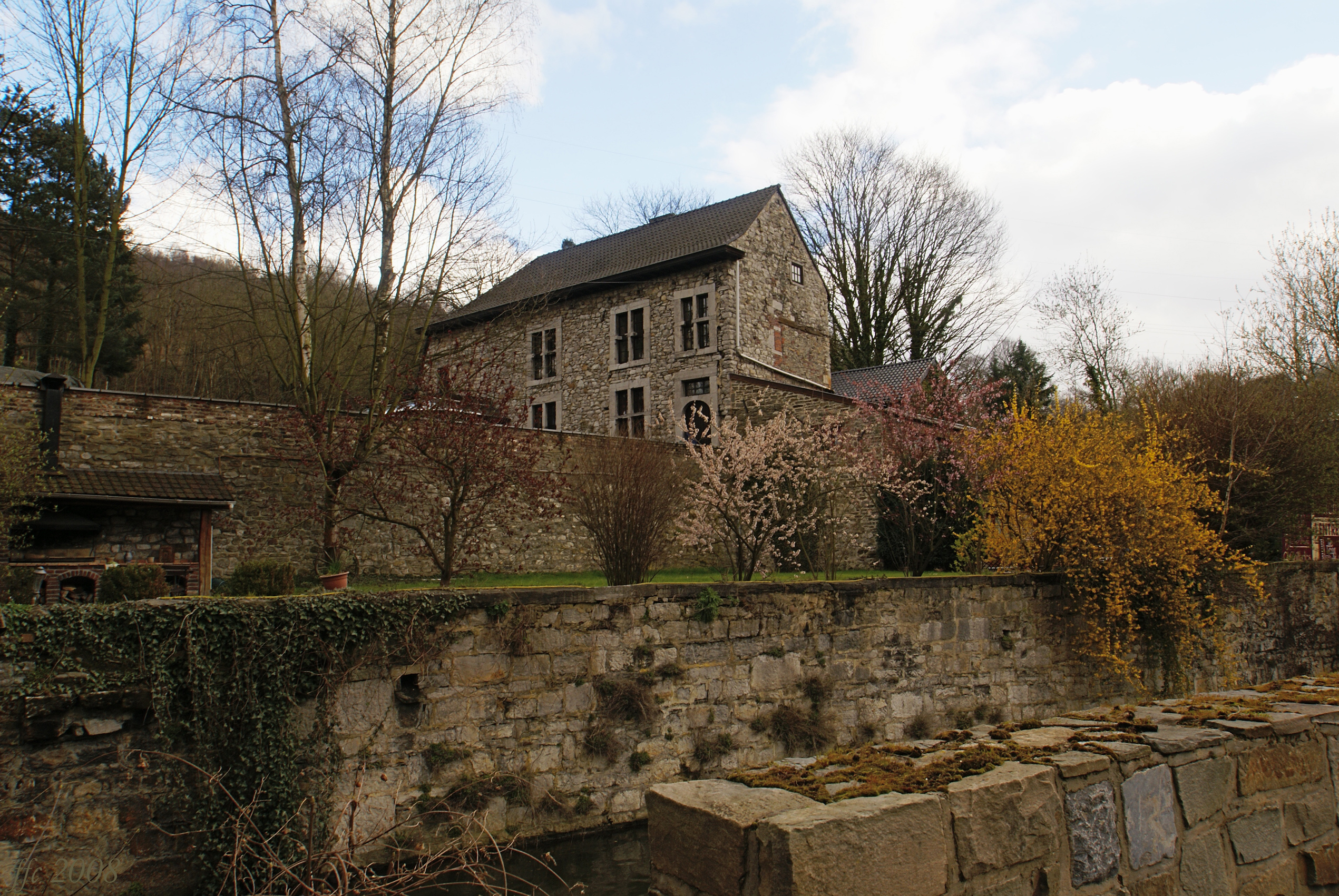
Casa antiga a Hauster
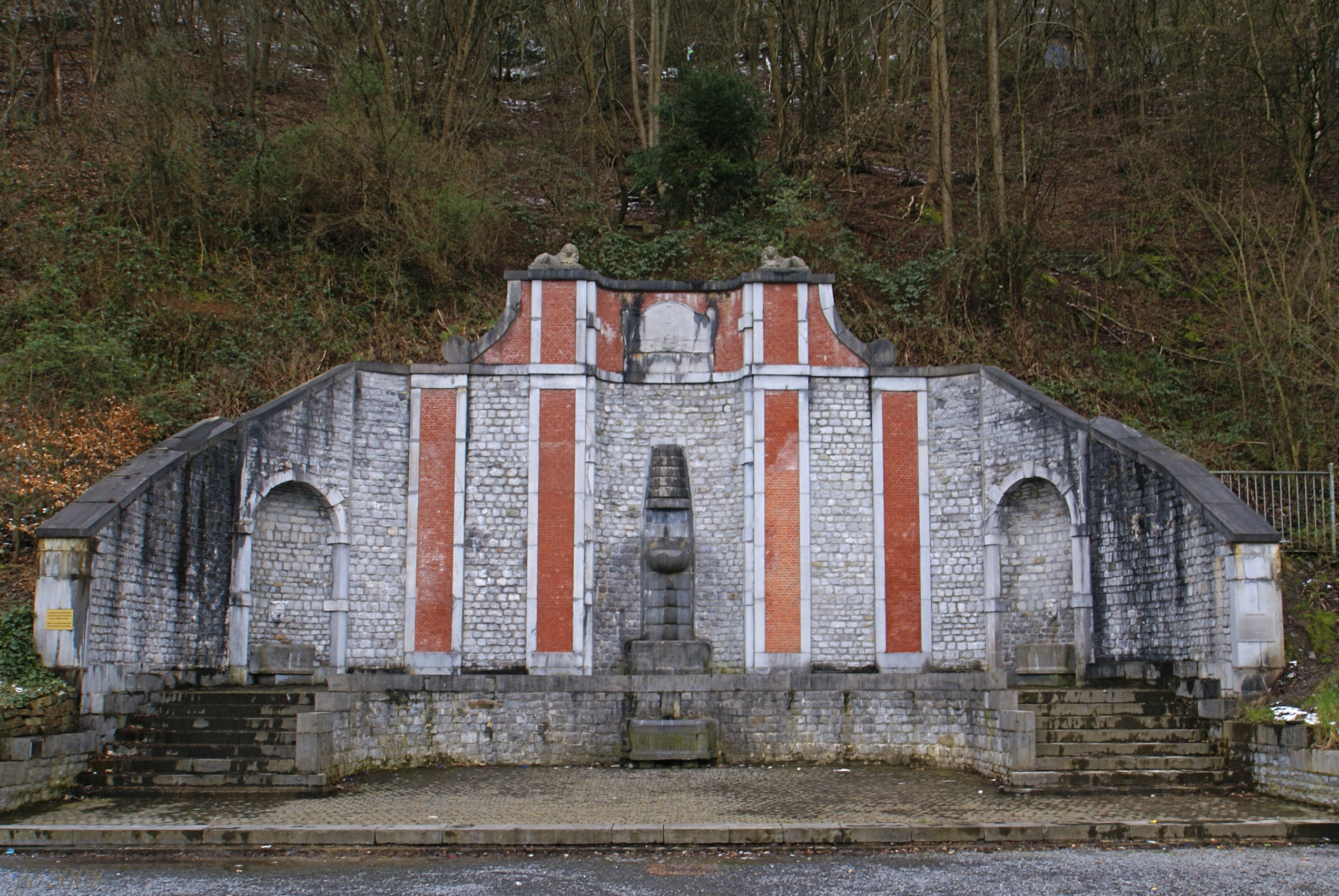
Les Belles Fontaines